# Perkinův přesmyk
Perkinův přesmyk je přesmyková reakce 2-halogenovaného kumarinu za přítomnosti hydroxidu, která vede ke zmenšení kruhu a vzniku benzofuranu; reakci objevil William Henry Perkin v roce 1870.
Bylo navrženo několik mechanismů této reakce, přičemž všechny zahrnují úvodní krok v podobě otevření laktonu, vytvářejícího karboxylát a fenolát.